# Jackson (Tennessee)
Jackson é uma cidade localizada no estado norte-americano de Tennessee, no Condado de Madison.

## Demografia
Segundo o censo norte-americano de 2000, a sua população era de 59.643 habitantes.
Em 2006, foi estimada uma população de 62.711, um aumento de 3068 (5.1%).

## Geografia
De acordo com o United States Census Bureau tem uma área de
128,2 km², dos quais 128,2 km² cobertos por terra e 0,0 km² cobertos por água.

## Localidades na vizinhança
O diagrama seguinte representa as localidades num raio de 24 km ao redor de Jackson.